# Anfané
Anfamé est une ville du Togo située dans la région maritime. Elle fait partie de l'agglomération de Lomé, la capitale du Togo. Anfamé est situé à l'est de la ville, au nord d'Akodésséwa, et à l'est de l'aéroport international Lomé/Tokoin(Airport International Gnassingbé Eyadéma).